# Vida de Jesús (Ernest Renan)
Vida de Jesús (en francés, Vie de Jésus, 1863) es un ensayo biográfico de Ernest Renan sobre la vida de Jesús de Nazaret, redactado —o comenzado al menos— durante su estancia en Ghazir (Líbano) hacia 1860-1861 y publicado en 1863.
Es el primer volumen de un proyecto más amplio, la Historia de los orígenes del cristianismo, en ocho volúmenes publicados entre 1863 y 1883. También es su obra más controvertida, particularmente en Francia, porque Renan presentó a Jesús de un modo muy humano, como una personalidad moral elevada pero rechazando su divinidad y cualquier intervención de lo sobrenatural en su biografía.

## Contexto
Esta biografía es el resultado de la reelaboración de las notas y apuntes registrados día a día en los cuadernos de Renan, tomados durante la expedición francesa a Siria y el Líbano en la que participó en 1860-1861. Precisamente fue durante esta misión arqueológica, mientras viajaba por Judea y Galilea en la primavera de 1861, cuando maduró en su mente el proyecto de contar de otro modo la biografía de Jesús de Nazaret. La confrontación de los evangelios canónicos con la realidad histórica le llevó en este momento a realizar una depuración de estos textos sagrados.
Renan regresó así de Oriente en octubre de 1861 con el borrador de Vida de Jesús, pero decidió no publicarlo para no cerrarse las puertas del Collège de France, como le aconsejaban sus amigos, en particular el teólogo protestante Albert Réville o el estudioso Marcellin Berthelot. En 1862, Renan sucedió al orientalista Étienne Quatremère (1782-1857) como profesor de hebreo en el Collège de France. Sin embargo, cuatro días después de su lección inaugural fue destituido del cargo por insultar la fe cristiana, y fue reemplazado por Salomon Munk. A partir de entonces, la publicación de esta biografía se convirtió en su prioridad.

## Contenido
La estructura del libro consta de dedicatoria («Al alma de mi hermana Henriette, muerta en Biblos el 24 de septiembre de 1861»), prólogo, introducción, 28 capítulos y un apéndice («Del uso que conviene hacer del cuarto Evangelio al escribir la vida de Jesús»).
Los 28 capítulos bastante breves relatan cronológicamente los principales episodios de la vida de Jesús y describe los paisajes, costumbres y relaciones sociales de los judíos y gentiles de su época. El libro defiende e ilustra una tesis según la cual la biografía de Jesús debía escribirse como la de cualquier otro hombre. Los Evangelios  debían ser sometidos a un examen crítico como cualquier otro documento histórico. En aplicación de esta tesis, Renan reconstruye la historia de la vida pública de Jesús de Nazaret, a partir de una síntesis crítica de las concordancias y discrepancias presentes en los evangelios. Renan sitúa el relato en un marco histórico, conectando los elementos evangélicos con lo que se sabía sobre el contexto histórico y social de la época.
Renan rechaza cualquier rasgo sobrenatural en el vida de Jesús como algo espurio y añadido, que no corresponde a los hechos históricos:

Rechazamos lo sobrenatural por la misma razón que nos hace rechazar la existencia de los centauros y los hipogrifos: esta razón es que nunca se ha visto ninguno. No es porque me haya sido previamente demostrado que los Evangelios no merecen crédito por lo que rechazo los milagros que cuentan. Es porque cuentan milagros por lo que digo: «Los Evangelios son leyendas; pueden contener historia, pero ciertamente no todo en ellos es histórico».

Renan, Ernest (1968). Vida de Jesús. Madrid: EDAF. p. 19. [trad. de Agustín García Tirado].

Ello conlleva asimismo negar cualquier idea de divinidad en Jesús de Nazaret. No obstante, pese a negar su divinidad y, por ende, su resurrección, el autor sigue viéndolo como «un hombre incomparable, tan grande que no me gustaría contradecir a aquellos que, impresionados por el carácter excepcional de su obra, lo llaman Dios», a quien no duda en tildar de «anarquista»:

Lo que distingue, en efecto, a Jesús de los agitadores de su época y de los de todos los siglos es su perfecto idealismo. En ciertos aspectos, Jesús es un anarquista, porque no tiene ninguna idea del gobierno civil. Este gobierno le parece pura y simplemente un abuso. […] Todo magistrado le parece un enemigo natural de los hombres de Dios; anuncia a sus discípulos altercados con la política, sin pensar un solo momento que haya en ello motivo para avergonzarse. Pero nunca se manifiesta en él el intento de sustituir a los poderosos y a los ricos. Quiere aniquilar la riqueza y el poder, no apoderarse de ellos. Predice a sus discípulos persecuciones y suplicios, pero ni una sola vez deja entrever la idea de una resistencia armada.

Renan, Ernest (1968). Vida de Jesús. Madrid: EDAF. p. 136. [trad. de Agustín García Tirado].

Finalmente presenta interpretaciones de ciertos milagros siguiendo el mismo análisis que propone los fundamentos históricos de mitologías, como la de la multiplicación de los panes y los peces: “Jesús, temiendo una mayor mala voluntad por parte de Antipas, tomó algunas precauciones y se retiró a la desierto. Mucha gente lo siguió hasta allí. Gracias a una extrema frugalidad, allí vivió la santa tropa; naturalmente, la gente creía ver en esto un milagro".
Renan concluye el libro con la siguiente afirmación:

¿Renacerá la gran originalidad o se contentará en lo sucesivo el mundo con seguir las sendas abiertas por los audaces creadores de los tiempos antiguos? Lo ignoramos. Pero cualesquiera que puedan ser los inesperados fenómenos del porvenir, Jesús no será eclipsado. Su culto se remozará sin cesar; su leyenda provocará lágrimas sin fin; sus sufrimientos enternecerán a los mejores corazones; todos los siglos proclamarán que no ha nacido entre los hijos de los hombres ninguno más grande que Jesús.
 Renan, Ernest, Vida de Jesús, última página.

## Repercusiones
Tras la definitiva aparición de la obra el 24 de junio de 1863, Renan se ve obligado a abandonar du puesto de profesor en el Collège de France, donde se producen violentas manifestaciones ante su sede que amenazan con suspender cualquier actividad en el centro docente. El Gobierno imperial le ofrece a cambio la dirección de la Biblioteca Nacional, pero Renan la  rechaza. El papa Pío IX le llama públicamente «blasfemo europeo», tras felicitar al archivero de Reims por haber prohibido el libro. En Sens, Marsella, Montauban, Lyon y otros lugares, obispos y arzobispos condenan un libro, advirtiendo a los fieles que no deberán «leer [ni] conservar [ni] vender [ni] prestar» un «necio e impío romance titulado “Vida de Jesús”, en que se escarnecía al Salvador del mundo y se excusaba a Judas». El 24 de agosto, es incluido en el Index librorum prohibitorum, siendo, cronológicamente, el quinto libro del autor incluido en el mencionado Índice.
En España se publicaron varias obras refutadoras de la Vida de Jesús, entre ellas, un folleto provocador titulado La Vida de Jesús, impugnación de M. Renan (1863), de Miguel Sánchez, y La Virgen María y el Redentor de la humanidad (1866), del presbítero Emilio Moreno Cebada, en cuyo prólogo el canónigo de Barcelona Tomás Sivilla manifestaba que La vida de Jesús escrita por «el impío racionalista escéptico y panteísta Mr. Renan» había «arrancado un grito unánime de dolor e indignación a la sociedad cristiana».
Según la historiadora Perrine Simon-Nahum (1960-), la controversia en torno a Vida de Jesús es «el comienzo de un malentendido con graves consecuencias. Esto lleva a un juicio erróneo sobre la obra de Renan catalogado como un escritor de éxito, pero en definitiva como un diletante. Al guardar silencio sobre la empresa científica que abarca y, más allá del propio autor, en realidad condena definitivamente la posibilidad de fundar la historia de las religiones en Francia como una disciplina reconocida en la Universidad».

## Otras ediciones
Renan publicó el 2 de marzo de 1864 bajo el título Jesús una edición “pública en general” sin notas ni críticas a las fuentes, y eliminando o atenuando numerosos pasajes. Anuncia en la advertencia: “creo que muchos cristianos verdaderos no encontrarán nada en este pequeño volumen que los ofenda”. Esta edición, que fue un gran éxito, no llamó la atención de la crítica.
En la decimotercera edición enriquecida, revisada y publicada el 1.º de septiembre de 1867, Ernest Renan responde a sus críticos y desarrolla su razonamiento sobre el valor histórico de los textos evangélicos, manteniendo su posición de historiador racionalista. Como recuerda en el prólogo, se distancia tanto de los teólogos tradicionalistas como de los liberales, que presentan a Jesús “como el hombre del sentido común, el hombre práctico por excelencia”. Es esta edición la que constituye la versión definitiva y sirve hoy de referencia para el lector.
En 1947 apareció una edición bibliófila enriquecida con litografías del pintor francés Roger Schardner (1898-1981) (424 ejemplares numerados, ediciones Sepel, Mulhouse et París).
El libro fue reimpreso en 2023 por la editorial francesa Calmann-Lévy para conmemorar los 160 años de la primera publicación.

### Otras ediciones en español
- (1869). Madrid: Librería de Alfonso Durán (traductor anónimo).
- (1903). Barcelona: Editorial Maucci [3.ª ed.]
- (1906). Barcelona: Editorial Maucci.
- (1915). Barcelona: Editorial Maucci
- (1920). Barcelona: Editorial Maucci.
- (1927). Barcelona: Editorial Maucci.
- (1934). Madrid: Librería-Editorial Bergua. Trad. al español y prólogo de Juan Bautista Bergua.
- (1954). México D. F. Cía. General de Ediciones.
- (1966). México D. F. Cía. General de Ediciones. Trad. al español de Aurelio Garzón del Camino.
- (1967). Barcelona: AHR.
- (1967). Barcelona: Dima.
- (1968). Madrid: EDAF [Col. Biblioteca EDAF, n.º 72].
- (1975). Barcelona: Ediciones Petronio [Col. Clásicos Petronio]. ISBN 847250395X.
- (1978). Madrid: EDAF. Trad. al español de Agustín García Tirado. ISBN 8471663775.
- (1981). Madrid: EDAF. ISBN 8471663775.
- (1985). Madrid: EDAF. Trad. al español de Agustín García Tirado. ISBN 8471663775.
- (1989). Madrid: EDAF. ISBN 8471663775.
- (1998). Madrid: Ediciones Ibéricas. ISBN 8470831275.
- (2001). Madrid: EDAF. ISBN 8471663775.
- (2005). Madrid: EDAF. ISBN 8471663775.
- (2005). Madrid: EDAF [11.ª ed.] ISBN 8471663775.